# Patalene puber
Patalene puber is een vlinder uit de familie van de spanners (Geometridae). De wetenschappelijke naam van de soort is voor het eerst geldig gepubliceerd in 1867 door Grote & Robinson.